# Michel Pinton
Pour les articles homonymes, voir Pinton.
Michel Pinton, né le 23 décembre 1937 à Felletin (Creuse), est un homme politique français.

## Biographie
Polytechnicien, il travaille aux États-Unis pour Robert Kennedy puis à l'université de Princeton, où Valéry Giscard d'Estaing le repère en 1968, à l'occasion d'une conférence faite par l'ancien ministre des Finances.
Spécialiste des sondages et des campagnes électorales, Michel Pinton devient l'un des collaborateurs du ministre de l'Économie et des Finances élu Président de la République en 1974. Il gère parallèlement sa société de services, Management scientifique, qui offre ses prestations entre autres aux mairies parisiennes. Fondateur de l'UDF, il en est le délégué général en 1978, puis son secrétaire général en 1981. Il démissionne en 1983.
Il prend par la suite plusieurs positions médiatiques. Favorable à l'abandon de la force de dissuasion, il démissionne de sa fonction de secrétaire général du parti en 1983,. En juillet 1986, il s'oppose au projet d'ouverture d'Eurodisney. En 1992, il prend position contre la monnaie unique, alors qu'il siège au Parlement européen entre 1993 et 1994.
Maire de Felletin de 1995 à 2008, il est à l'initiative en 1998 d'une pétition contre le projet de loi du Pacte civil de solidarité, signée par plus de 14 000 maires français. Il rejoint ensuite le Pôle républicain de Jean-Pierre Chevènement.
Mis en difficulté au premier tour des élections municipales de 2008 à Felletin par la conseillère régionale socialiste Renée Nicoux, dont la liste remporte 13 sièges sur 14 élus, il ne se présente pas au second tour, au profit de ses colistiers qui obtiennent les 5 sièges de conseillers municipaux restants.